# Sonnenwald (Gemeinden Aigen-Schlägl, Ulrichsberg)
Sonnenwald ist eine Siedlung in den Gemeinden Aigen-Schlägl und Ulrichsberg im Bezirk Rohrbach in Oberösterreich.

## Geographie
Sonnenwald befindet sich an der österreichisch-tschechischen Grenze im Waldgebiet des Böhmerwalds. Der Ort besteht aus einem Weiler in der Gemeinde Aigen-Schlägl mit 4 Adressen und einer Streusiedlung in der Gemeinde Ulrichsberg mit 2 Adressen (Stand: 1. April 2020). Sonnenwald gehört zu den Einzugsgebieten des Rotbachs und des Sonnenwaldbachs. Der Schwarzenbergsche Schwemmkanal verläuft durch das Gebiet.
Der Ort liegt im südlichsten Ausläufer einer großen Rodungsinsel auf tschechischer Seite. Um die Siedlung erstrecken sich artenreiche montane Borstgrasrasen und magere Flachland-Mähwiesen. Mehrere große Wiesen werden landwirtschaftlich genutzt. Am Rotbach liegt eine Grünlandbrache, die zu den Mädesüß-Staudenfluren gezählt wird. Es gibt bedeutende Vorkommen an Bekassinen (Gallinago gallinago) und Wachtelkönigen (Crex crex). Im Gebiet zwischen Sonnenwald und Oberhaag werden regelmäßig Elche gesichtet.
Sonnenwald ist Teil der 22.302 Hektar großen Important Bird Area Böhmerwald und Mühltal. Das bebaute Gebiet ist vom 9.350 Hektar großen Europaschutzgebiet Böhmerwald-Mühltäler umgeben.

## Geschichte
Sonnenwald war ein Zentrum der Glaserzeugung, zu deren Blütezeit um 1850 bis zu 170 Personen hier lebten. Die Entstehung von Glashütten war durch das reiche Vorhandensein von Holz und Quarz begünstigt worden.
Bis zur Gemeindefusion von Aigen im Mühlkreis und Schlägl am 1. Mai 2015 gehörte der Aigen-Schlägler Teil von Sonnenwald zur Gemeinde Aigen im Mühlkreis.

## Kultur und Sehenswürdigkeiten
Die Veichtkapelle am Waldrand wurde von Mitgliedern der Familie Veicht gestiftet und erhalten. Sie entstand nach der Rettung vor Wölfen im Jahr 1600 und wurde im Ganzen oder in Teilen in den Jahren 1720, 1842, 1909 und 1957 erneuert. Im Inneren befinden sich ein Mater-Dolorosa-Ölbild und eine Krönung-Mariens-Gruppe. Die Böhmerwaldschule ist in einem ehemaligen Forsthaus untergebracht und bietet Kindern Führungen durch den Wald an.
Zwei mittelschwere Langlaufloipen, die 12 km lange Bärnsteinloipe und die 4,3 km lange Sonnenwald-Loipe, verlaufen durch den Ort.